# Доња Батина (Коњшчина)
Доња Батина је насељено место у саставу општине Коњшчина у Крапинско-загорској жупанији, Хрватска. До територијалне реорганизације у Хрватској налазила се у саставу старе општине Златар-Бистрица.

## Историја
Новом територијалном организацијом у Хрватској, насеље Доња Батина је подељено између општине Коњшчина и града Златара.

## Становништво
На попису становништва 2011. године, Доња Батина је имала 89 становника. За попис 1991. године погледати под Доња Батина.